# (19815) Marshasega
(19815) Marshasega (2000 ST127) – planetoida z pasa głównego asteroid okrążająca Słońce w ciągu 4,68 lat w średniej odległości 2,79 j.a. Odkryta 24 września 2000 roku.